# Estación de Courcelles
La estación de Courcelles es una estación de la línea 2 del metro de París situada en el límite de los distritos VIII y  XVII, al oeste de la capital. 

## Historia
Fue inaugurada el 7 de octubre de 1902 dentro de la primera ampliación de la línea 2 hacia el oeste.
Situada bajo la calle y el bulevar de mismo nombre, la denominación tiene su origen en la aldea de Courcelles que se unió a París en 1860 y en la barrière de Courcelles, punto en el que se cobraba el octroi, un tributo municipal que afectaba a las mercancías que entraban en la ciudad a través del muro des Fermiers généraux.

## Descripción
Se compone de dos vías y de dos andenes laterales de 75 metros.
En el año 2008, concluyó la renovación de la estación despojándola de los revestimientos metálicos que forraban la misma. Se recuperó así su diseño original con un claro predominio de los azulejos blancos biselados. 
Su iluminación ha sido renovada empleando el modelo vagues (olas) con estructuras casi adheridas a la bóveda que sobrevuelan ambos andenes proyectando la luz en varias direcciones.
La señalización por su parte usa la moderna tipografía Parisine donde el nombre de la estación aparece en letras blancas sobre un panel metálico de color azul.
Por último, los asientos de la estación son los modernos Coquille o Smiley, unos asientos en forma de cuenco inclinado para que parte del mismo pueda usarse como respaldo y que poseen un hueco en la base en forma de sonrisa. Los mismos están presentes en un único color, el naranja.

## Accesos
La estación dispone de dos accesos:
- Acceso 1: a la altura del nº 1 de la calle de Chazelles
- Acceso 2: a la altura del nº 53 del bulevar de Courcelles